# فرنسيس مارفن
فرنسيس مارفن (بالإنجليزية: Francis Marvin)‏ هو سياسي أمريكي، ولد في 8 مارس 1828 في نيويورك في الولايات المتحدة، وتوفي في 14 أغسطس 1905 في بورت جيرفيس في الولايات المتحدة. نشط حزبياً في الحزب الجمهوري. وقد انتخب عضو مجلس النواب الأمريكي.